# Géorgie aux Jeux olympiques d'hiver de 2022
La Géorgie participe aux Jeux olympiques d'hiver de 2022 à Pékin en Chine. Il s'agit de sa 8e participation à des Jeux d'hiver.

## Athlètes engagés
| Sport               | Hommes | Femmes | Total |
| ------------------- | ------ | ------ | ----- |
| Luge                | 1      | 0      | 1     |
| Patinage artistique | 3      | 3      | 6     |
| Ski alpin           | 1      | 1      | 2     |
| Total               | 5      | 4      | 9     |

## Résultats

### Luge
| Athlètes            | Épreuve          | Course 1      | Course 1 | Course 2      | Course 2 | Course 3      | Course 3 | Course 4 | Course 4 | Total         | Total |
| Athlètes            | Épreuve          | Temps         | Rang     | Temps         | Rang     | Temps         | Rang     | Temps    | Rang     | Temps         | Rang  |
| ------------------- | ---------------- | ------------- | -------- | ------------- | -------- | ------------- | -------- | -------- | -------- | ------------- | ----- |
| Saba Kumaritashvili | Monoplace hommes | 1 min 0 s 211 | 30e      | 1 min 0 s 146 | 32e      | 1 min 0 s 036 | 31e      | Éliminé  | Éliminé  | 3 min 0 s 393 | 31e   |

### Patinage artistique
| Athlète                      | Épreuve           | Programme court Danse originale | Programme court Danse originale | Programme libre Danse libre | Programme libre Danse libre | Total  | Total |
| Athlète                      | Épreuve           | Points                          | Rang                            | Points                      | Rang                        | Points | Rang  |
| ---------------------------- | ----------------- | ------------------------------- | ------------------------------- | --------------------------- | --------------------------- | ------ | ----- |
| Moris Kvitelashvili          | Individuel hommes | 97,98                           | 5e                              | 170,64                      | 11e                         | 268,62 | 10e   |
| Anastasia Gubanova           | Individuel femmes | 65,40                           | 10e                             | 135,58                      | 10e                         | 200,98 | 11e   |
| Karina Safina Luka Berulava  | Couples           | 66,11                           | 9e                              | 126,33                      | 8e                          | 192,44 | 9e    |
| Maria Kazakova Georgy Reviya | Danse sur glace   | 67,08                           | 18e                             | 97,25                       | 19e                         | 164,33 | 19e   |

| Athlètes                     | Discipline | Programme court / Danse rythmique | Programme court / Danse rythmique | Programme court / Danse rythmique | Programme court / Danse rythmique | Programme libre / Danse libre | Programme libre / Danse libre | Programme libre / Danse libre | Programme libre / Danse libre |
| Athlètes                     | Discipline | Points                            | Points équipe                     | Total                             | Rang                              | Points                        | Points équipe                 | Total                         | Rang                          |
| ---------------------------- | ---------- | --------------------------------- | --------------------------------- | --------------------------------- | --------------------------------- | ----------------------------- | ----------------------------- | ----------------------------- | ----------------------------- |
| Moris Kvitelashvili          | Hommes     | 92,37                             | 7                                 | 22                                | 6e                                | Éliminés                      | Éliminés                      | Éliminés                      | Éliminés                      |
| Anastasia Gubanova           | Femmes     | 67,56                             | 7                                 | 22                                | 6e                                | Éliminés                      | Éliminés                      | Éliminés                      | Éliminés                      |
| Karina Safina Luka Berulava  | Couples    | 64,79                             | 5                                 | 22                                | 6e                                | Éliminés                      | Éliminés                      | Éliminés                      | Éliminés                      |
| Maria Kazakova Georgy Reviya | Danse      | 64,60                             | 3                                 | 22                                | 6e                                | Éliminés                      | Éliminés                      | Éliminés                      | Éliminés                      |

### Ski alpin
| Athlète         | Épreuve      | 1re manche   | 1re manche | 2e manche | 2e manche | Total         | Total   |
| Athlète         | Épreuve      | Temps        | Rang       | Temps     | Rang      | Temps         | Rang    |
| --------------- | ------------ | ------------ | ---------- | --------- | --------- | ------------- | ------- |
| Soso Japharidze | Slalom       | 1 min 2 s 02 | 41e        | 55 s 87   | 30e       | 1 min 57 s 89 | 32e     |
| Soso Japharidze | Slalom géant | Abandon      | Abandon    | Éliminé   | Éliminé   | Éliminé       | Éliminé |

| Athlète        | Épreuve      | 1re manche   | 1re manche | 2e manche    | 2e manche | Finale       | Finale |
| Athlète        | Épreuve      | Temps        | Rang       | Temps        | Rang      | Temps        | Rang   |
| -------------- | ------------ | ------------ | ---------- | ------------ | --------- | ------------ | ------ |
| Nino Tsiklauri | Slalom       | 1 min 0 s 11 | 47e        | 1 min 0 s 37 | 42e       | 2 min 0 s 48 | 42e    |
| Nino Tsiklauri | Slalom géant | 1 min 4 s 49 | 41e        | 1 min 5 s 38 | 35e       | 2 min 9 s 87 | 34e    |